# Marseille (sèrie de televisió)
Marseille és una sèrie francesa per a Web TV creada per Dan Franck i protagonitzada per Gérard Depardieu. La sèrie és la primera producció original en francès per a Netflix, que la va passar de projecte a producció el 10 de juliol de 2015. La primera temporada de vuit episodis es va estrenar a Netflix el 5 de maig de 2016. El 6 de juny de 2016 es va projectar la idea d'una segona temporada, i la producció per a la segona temporada va començar el 18 d'abril de 2017. La segona temporada va acabar estrenant-se el febrer del 2018, i finalment després d'aquestes dues temporades és que va ser cancel·lada.

## Repartiment

### Personatges principals
| Actor             | Personatge         | Actor de veu en anglés |
| ----------------- | ------------------ | ---------------------- |
| Gérard Depardieu  | Robert Taro        | Michael McConnohie     |
| Benoît Magimel    | Lucas Barrès       | Kyle McCarley          |
| Géraldine Pailhas | Rachel Taro        | Anne Yatco             |
| Nadia Fares       | Vanessa d'Abrantes | Karen Strassman        |
| Stéphane Caillard | Julia Taro         | Cristina Valenzuela    |

### Secundaris
| Actor              | Personatge       | Actor de veu en anglés |
| ------------------ | ---------------- | ---------------------- |
| Guillaume Arnault  | Eric             | Johnny Yong Bosch      |
| Hedi Bouchenafa    | Farid            | Kirk Thornton          |
| Nassim Si Ahmed    | Selim            | Tony Azzolino          |
| Jean-René Privat   | Cosini           | Keith Silverstein      |
| Pascal Elso        | Pierre Chasseron | Dave Mallow            |
| Carolina Jurczak   | Barbara          | Cherami Leigh          |
| Eric Savin         | Pharamond        | Steve Kramer           |
| Hippolyte Girardot | Dr. Osmont       | Joe Ochman             |
| Lionel Erdogan     | Alain Costabone  | Steve Staley           |

## Episodis

### 1a temporada (2016)
| Núm. total | Núm. de la temporada | Títol                                                            | Direcció            | Guió       | Data d'estrena original |
| ---------- | -------------------- | ---------------------------------------------------------------- | ------------------- | ---------- | ----------------------- |
| 1          | 1                    | «20 Ans (20 Years)»                                              | Florent Emilio Siri | Dan Franck | 5 May 2016              |
| 2          | 2                    | «Homme de Paille (Straw Man)»                                    | Florent Emilio Siri | Dan Franck | 5 May 2016              |
| 3          | 3                    | «Crocodile»                                                      | Florent Emilio Siri | Dan Franck | 5 May 2016              |
| 4          | 4                    | «Intox (Intox Brainwashing)»                                     | Florent Emilio Siri | Dan Franck | 5 May 2016              |
| 5          | 5                    | «Face à Face (Face-off)»                                         | Thomas Gilou        | Dan Franck | 5 May 2016              |
| 6          | 6                    | «Liberté, Egalité, sans Pitié (Liberty, Equality, without Pity)» | Thomas Gilou        | Dan Franck | 5 May 2016              |
| 7          | 7                    | «A voté (Voted)»                                                 | Thomas Gilou        | Dan Franck | 5 May 2016              |
| 8          | 8                    | «La Lutte Finale (The Final Battle)»                             | Thomas Gilou        | Dan Franck | 5 May 2016              |

### 2a temporada (2018)
Error de Lua a Mòdul:Episode_list a la línia 217: Mes invàlid February.Error de Lua a Mòdul:Episode_list a la línia 217: Mes invàlid February.Error de Lua a Mòdul:Episode_list a la línia 217: Mes invàlid February.Error de Lua a Mòdul:Episode_list a la línia 217: Mes invàlid February.Error de Lua a Mòdul:Episode_list a la línia 217: Mes invàlid February.Error de Lua a Mòdul:Episode_list a la línia 217: Mes invàlid February.Error de Lua a Mòdul:Episode_list a la línia 217: Mes invàlid February.Error de Lua a Mòdul:Episode_list a la línia 217: Mes invàlid February.
| Núm. total | Núm. de la temporada | Títol | Direcció | Guió | Data d'estrena original |
| ---------- | -------------------- | ----- | -------- | ---- | ----------------------- |